# Rue Simart
Pour les articles homonymes, voir Simart.
La rue Simart est une voie du 18e arrondissement de Paris, en France.

## Situation et accès
La rue Simart est une voie publique située dans le quartier de Clignancourt du 18e arrondissement de Paris.
Elle débute au sud-est au 59, boulevard Barbès et se termine au nord-ouest au 18, rue Ferdinand-Flocon.

## Origine du nom
Elle porte le nom du sculpteur français Pierre Charles Simart (1806-1857). 

## Historique

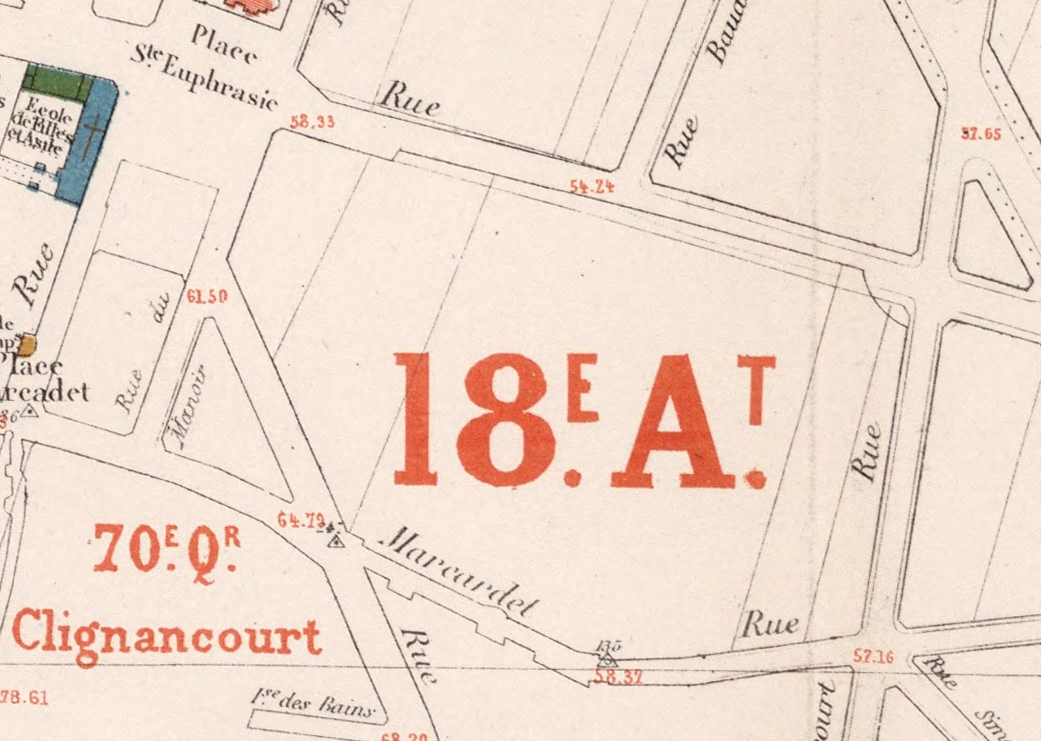
Vue de la zone en 1868.

Cette rue de l'ancienne commune de Montmartre a été ouverte en 1843, entre la rue des Poissonniers et la rue Custine[pas clair], sur les terrains d'Achille Labat qui la fit paver à ses frais. Ce domaine de 5 hectares qui s'étendait entre les rues Marcadet, des Poissonniers, Ramey et le Château Rouge comprenait un hôtel construit en 1663 qui était situé au 71 rue Marcadet. Ce domaine appartint à diverses personnes puis après 1800 à Jean Labat inspecteur des carrières, enfin à son fils Achille Labat maire de Montmartre après 1871. Outre la rue Simart, trois ouvertures furent réalisées sur ce terrain en 1843, la rue Lévisse (boulevard Barbès), la rue Neuve-de-Clignancourt, tronçon de la rue de Clignancourt et la rue Labat laquelle se nommait, avant 1863, « rue Neuve-Labat » entre le boulevard Barbès et la rue de Clignancourt.
L'intégralité de la rue de l'époque et de la rue Eugène-Süe fait partie d'un lotissement construit entre 1879 et 1882 par Paul Fouquiau. Les quatre îlot sont composés uniquement d'immeubles haussmanniens à cinq étages quasiment identiques.
Elle a pris son nom actuel en 1864 après son rattachement à la voirie de Paris.
En 1884, elle est prolongée, sous le même nom, entre la rue de Clignancourt et la rue Ferdinand-Flocon.

## Bâtiments remarquables et lieux de mémoire
- Les Mots à la bouche, une librairie parisienne spécialisée dans les thèmes LGBT y était située entre 1980 et 1984.
- Stanislas Padlewski ou Blanche Cavelli y ont habité